# Мазетти, Умберто (спортсмен)
Умберто Мазетти (итал. Umberto Masetti; 4 мая 1926, Парма — 28 мая 2006, Маранелло) — итальянский и аргентинский мотогонщик, двукратный чемпион мира по шоссейно-кольцевым мотогонкам серии MotoGP в классе 500cc (1950, 1952). Первый итальянец, который стал чемпионом мира по шоссейно-кольцевых мотогонок.

## Биография
Умберто Мазетти родился 4 мая 1926 года в Борго Делле Росе в провинции Парма (Италия). Его отец владел дилерским центром мотоциклов Gilera , и это повлияло на жизненный выбор молодого Умберто.
В первых мотоциклетных соревнованиях Мазетти принял участие в 1946 году, а уже в следующем одержал первую победу.
В чемпионате мира по шоссейно-кольцевым мотогонкам серии Гран-При Умберто дебютировал в первый же год проведения соревнований в 1949 году, выступая в классе 125cc на мотоцикле Moto Morini, и в классе 250cc на Benelli.
В следующем году Умберто сосредоточился на выступлениях в классе 500cc, выиграв в течение сезона две гонки (Гран-При Бельгии и Нидерландов, еще в двух финишировав на втором месте. Это позволило ему по итогам сезона стать чемпионом мира, опередив на 1 очко Джеффа Дюка.
В сезоне 1951 Мазетти продолжил выступать в „королевском классе“ на Gilera, однако защитить чемпионство не смог. Он выиграл лишь одну гонку, Гран-При Испании, тогда как Дюк победил в четырех. Итальянец в общем зачете финишировал третьим.
Следующий сезон снова стал для Умберто триумфальным. Хотя он выиграл лишь 2 гонки (в Бельгии и Нидерландах) как и его основные конкуренты Лесли Грэм и Рег Армстронг, однако в остальных гонок он был успешнее, дважды финишировав на втором месте. Это позволило ему во второй раз стать чемпионом мира.
В 1953 году он принял участие лишь в одной гонке класса 250cc на мотоцикле NSU — большую часть сезона он вынужден был пропустить из-за аварии в Имоле. В следующем сезоне он вернулся к выступлениям в классе 500cc из Gilera, а его лучшим результатом стало второе место на родном Гран-При Италии.
Следующие четыре сезона для Умберто Мазетти были связаны с заводской командой MV Agusta, на мотоциклах которой он выступал в классах 250cc, 350cc и 500cc, однако достичь былых успехов уже не смог. За четыре года он одержал лишь одну победу — на Гран-При Италии 1955 в гонке класса 500cc.
После сезона 1958 объявил о завершении спортивной карьеры и переехал в Южную Америку, поселившись в Чили. Через четыре года он вернулся к выступлениям, приняв участие в гонке класса 250cc Гран-При Аргентины сезона 1962, выступая на мотоцикле Moto Morini, заняв второе место.
В следующем сезоне вновь выступил на Гран-При Аргентины, финишировав в гонке класса 250cc третьим. Это была его последняя гонка.
В 1972 году Умберто вернулся в Италию вместе с женой и двумя сыновьями. Поселился в Маранелло, где и умер в 2006 году.